# Notoreas simplex
Notoreas simplex là một loài bướm đêm trong họ Geometridae.